# Izabella Sariusz-Skąpska
Izabella Anna Sariusz-Skąpska (ur. 1964) – polska filolog, publicystka, literaturoznawczyni, prezes Federacji Rodzin Katyńskich.

## Życiorys
Jest prawnuczką inżyniera Bolesława, wnuczką Bolesława (prawnika, ofiary zbrodni katyńskiej), córką Andrzeja.
Ukończyła studia z zakresu filologii polskiej na Uniwersytecie Jagiellońskim. W 1993 na tej samej uczelni uzyskała stopień doktora nauk filologicznych. Publikowała w „Tygodniku Powszechnym”, „W drodze” oraz „Znaku”. Od 1992 zawodowo związana ze Społecznym Instytutem Wydawniczym „Znak”.
Zaangażowana w działalność Federacji Rodzin Katyńskich, zasiadała w radzie tej organizacji. Jej ojciec, Andrzej Sariusz-Skąpski, który pełnił funkcję prezesa federacji, zginął 10 kwietnia 2010 w katastrofie polskiego samolotu Tu-154M w Smoleńsku. Izabella Sariusz-Skąpska była jedną z czterech osób (obok marszałka Sejmu Bronisława Komorowskiego, premiera Donalda Tuska i ministra Macieja Łopińskiego), które 17 kwietnia 2010 wygłosiły oficjalne przemówienia w czasie uroczystości żałobnych na pl. Piłsudskiego w Warszawie. W tym samym roku została nowym prezesem Federacji Rodzin Katyńskich.

## Wybrane publikacje
- Każdy odzyskany dzień. Wspomnienia (red. i wstęp), Znak, Kraków 1998.
- Polscy świadkowie Gułagu. Literatura łagrowa 1939–1989, TAiWPN Universitas, Kraków 1995, 2002.
- Wesele hrabiego Orgaza. Powieść z pogranicza dwóch rzeczywistości (oprac. tekstu), TAiWPN Universitas, Kraków 2002.
- Pamiętnik Munia (oprac. tekstu), TAiWPN Universitas, Kraków 2002.
- Partie i zmiany granic polityki, Fundacja im. Stefana Batorego, Warszawa 2009.
- Bykownia. Cień Katynia, Narodowe Centrum Kultury, Warszawa 2015.